# Thalpomena dernensis
Thalpomena dernensis är en insektsart som först beskrevs av Werner 1908.  Thalpomena dernensis ingår i släktet Thalpomena och familjen gräshoppor. Inga underarter finns listade i Catalogue of Life.